# Coggon

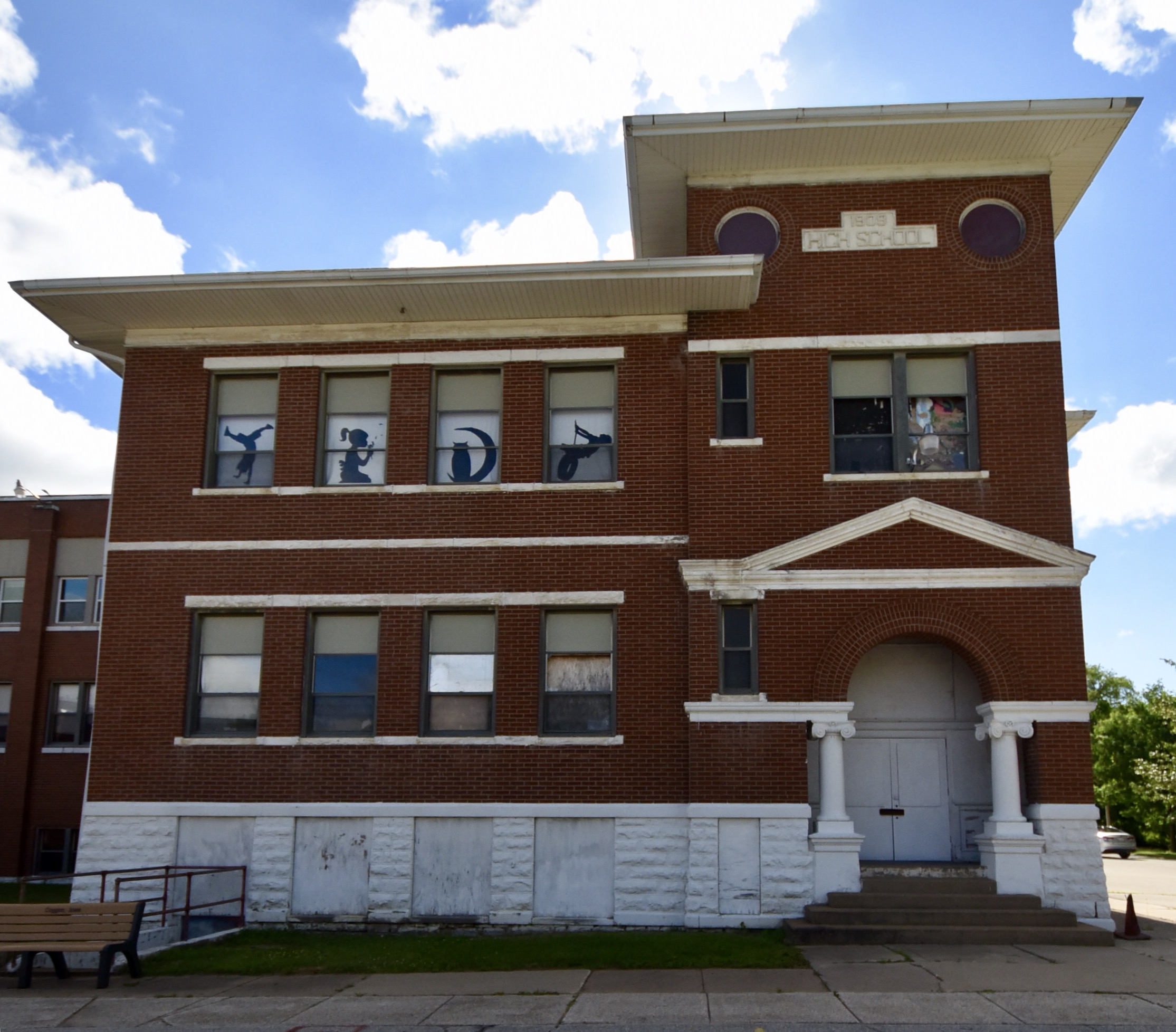

Coggon é uma cidade localizada no estado americano de Iowa, no Condado de Linn.

## Demografia
Segundo o censo americano de 2000, a sua população era de 745 habitantes.
Em 2006, foi estimada uma população de 701, um decréscimo de 44 (-5.9%).

## Geografia
De acordo com o United States Census Bureau tem uma área de
1,7 km², dos quais 1,6 km² cobertos por terra e 0,1 km² cobertos por água. Coggon localiza-se a aproximadamente 284 m acima do nível do mar.

## Localidades na vizinhança
O diagrama seguinte representa as localidades num raio de 24 km ao redor de Coggon.